# Maddalena Porcarelli
Maddalena Porcarelli (Jesi, 6 marzo 2000) è una calciatrice italiana, centrocampista della Ternana.

## Carriera

### Club
Dopo aver disputato i campionati giovanili con la maglia dell'E.D.P. L.F. Jesina, nell'estate 2015 Maddalena Porcarelli è passata al Riviera di Romagna. Ha esordito in maglia giallorossoblu il 17 ottobre 2015 in occasione della prima giornata di Serie A, persa per 0-4 contro la Fiorentina. Dopo una sola stagione al Riviera di Romagna, conclusasi con la retrocessione del club romagnolo in Serie B e la sua successiva inattività, Porcarelli è tornata al L.F. Jesina, neopromosso in Serie A. Rinnova con la società marchigiana anche per la stagione 2017-2018 in Serie B dopo la retrocessione dalla massima serie. Per la stagione 2018-2019 Porcarelli si è accordata con il Castelvecchio, tornando a giocare in Romagna dopo l'esperienza col Riviera di Romagna.
Nel luglio 2021 Porcarelli si è trasferita al Napoli, tornando a giocare in Serie A dopo quattro anni. La permanenza al Napoli è durata il solo girone d'andata, durante il quale ha collezionato 10 presenze e una rete in campionato. Il 29 dicembre 2021 è stato ufficializzato il suo passaggio al Brescia, militante in Serie B. Al termine della stagione ha lasciato il Brescia per tornare al Cesena, dove aveva giocato fino all'anno precedente.
Ha giocato al Cesena per la stagione 2022-23, per poi trasferirsi alla Ternana per la stagione seguente, continuando a giocare in Serie B.

### Nazionale
Maddalena Porcarelli è stata convocata per vestire la maglia della nazionale italiana Under-17, guidata da Rita Guarino in occasione della fase élite delle qualificazioni ai campionati europei 2016 di categoria. Ha debuttato il 17 marzo nella partita vinta per 2-0 contro le pari età dei Paesi Bassi. Tre giorni più tardi è scesa in campo per pochi minuti nell'incontro pareggiato per 2-2 con la Finlandia. Il 29 aprile 2016 è nuovamente selezionata per rappresentare le Azzurrine U-17 alle qualificazioni dell'europeo 2016 in Bielorussia.

## Palmarès

### Club
- Campionato italiano di Serie B: 1

Ternana: 2024-2025